# San Marcos de Colón (kommun)
San Marcos de Colón är en kommun i Honduras.   Den ligger i departementet Choluteca, i den södra delen av landet, 80 km sydost om huvudstaden Tegucigalpa. Antalet invånare är 20 493.